# آلة هيدروليكية
الآلاتية الهيدروليكية (بالإنجليزية: Hydraulic machinery)‏ هي آلاتية وأدوات تستخدم قدرة السائل لتقوم بالعمل. والآلاتية الثقيلة هي خير مثال على ذلك. في هذه النمط من الآلات، ينتقل السائل الهيدروليكي ذو الضغط العالي عبر الآلاتية إلى العديد من المحركات والأسطوانات الهيدروليكية. يمكن التحكم بالسائل الهيدروليكي مباشرة باستخدام صمامات التحكم، ويوزع خلال الخراطيم والأنابيب.
إن شيوع الآلات الهيدروليكية يعود إلى كمية القدرة الكبيرة التي تنتقل خلال الأنابيب الصغيرة والخراطيم المرنة، والتنوع الكبير للمحركات التي تستطيع استخدام هذه القدرة.

## مبدأ مضاعفة القوة

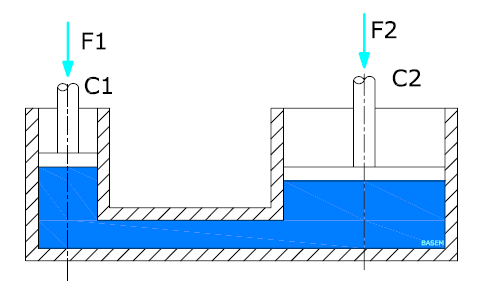
مبدأ مضاعفة القوة في الآلات الهيدروليكية.

إحدى السمات المهمة للأنظمة الهيدروليكية، قدرتها على مضاعفة القوة. لنفترض أسطوانة أولى (C1) ذات قطر D1=1 cm، وأسطوانة ثانية (C2) ذات قطر D2=10 cm. فإذا طبقنا قوة (F1=1 KN) على الأسطوانة الأولى، فإن القوة المقدمة من الإسطوانة الثانية هي F2=100 KN، لأن مساحة الأسطوانة الثانية أكبر بمئة مرة من الأسطوانة الأولى (S=πr²).

## الدارات الهيدروليكية

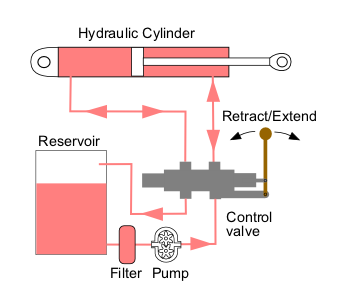
دارة هيدروليكية ذات المركز المفتوح

لكي ينجز السائل الهيدروليكي عمل ما، يحب عليه أن يتدفق إلى المحرك الهيدروليكي، ثم يعود إلى مستودع السائل. يصفى السائل ويعاد ضخه. الطريق الذي قطعه السائل الهيدروليكي يسمى بالدارة الهيدروليكية، وهي ذات عدة أنواع. تستخدم «الدارات ذات المركز المفتوح» في المضخات التي تعطي جريان مستمر. يعاد الجريان إلى الخزان خلال المركز المفتوح لصمام التحكم، وهكذا عندما يتمركز صمام التحكم، فإنه يفتح طريقاً مفتوحاً للسائل للعودة إلى الخزان ولا يضخ السائل إلى ضغط عالٍ. أما إذا تم تفعيل صمام التحكم، فإنه يسد الطريق من وإلى الخزان. سيرتفع ضغط السائل الهيدروليكي ليواجه أي مقاومة طالما أن للمضخة حمل ثابت. وإذا ارتفع الضغط جداً، فإن السائل يعود إلى الخزان عبر صمام الأمان. ويمكن تركيب عدة صمامات تحكم على التسلسل. يمكن في هذا النوع من الدارات استخدام مضخات رخيصة ذات إزاحة ثابتة. «الدارات ذات المركز المغلق» تعطي ضغطا كاملا على صمامات التحكم بغض النظر إن كان الصمام مغلقاً أم مفتوحاً. تغير المضخة معدل الجريان فيها، فتضخ كمية صغيرة من السائل الهيدروليكي مالم يفتح المشغل الصمام. وبالتالي فإن صمام التحكم لا يحتاج لأن يكون موصولا بمركز مفتوح ليعيد السائل إلى الخزان. يمكن ربط الصمامات على التوازي بحيث يكون الضغط متساوي على كل الصمامات.

## خصائص الأنظمة الهيدروليكية بالموائع الزيتية
ويوفر استخدام السوائل في أنظمة الهيدروليكا بعض المزايا في التطبيقات الهندسية المتعددة، وذلك مقارنة بالأنظمة الميكانيكية (التروس والسيور...إلخ) والأنظمة البنيوماتيكية (الهواء المضغوط):
- سرعة الاستجابة Response العالية في نقل الإشارات. موجات الضغط تنتقل عبر السوائل بـسرعة الصوت.
- الحساسية Sensititvity والدقة الفائقتان، وذلك بسبب أن انضغاطية السوائل تكاد تكون معدومة.
- إمكانية نقل مستويات عالية من القدرة بالمقارنة بغيرها من الأنظمة. بمعنى آخر أن نسبة القدرة المنقولة لكتلة المعدات تعتبر عالية نسبياً.